# Sabine Kofmel Ehrenzeller
Sabine Regula Kofmel Ehrenzeller (* 1963) ist eine Schweizer Rechtsanwältin und Notarin. Seit 2005 ist sie Lehrbeauftragte für Zivilprozessrecht und seit 2020 Titularprofessorin am Department für Privatrecht an der Universität Bern.

## Leben
Von 1970 bis 1983 besuchte sie Schulen in Deitingen, Solothurn und Indiana in den USA. Anschliessend studierte sie von 1984 bis 1990 Rechtswissenschaften an der Universität Bern. 1992 promovierte sie zum Dr. iur. an der Universität Bern und erhielt den Professor-Walther-Hug-Preis. 1992 hatte sie einen Forschungsaufenthalt am Max-Planck-Institut für ausländisches öffentliches Recht und Völkerrecht in Heidelberg als Stipendiatin der Max-Planck-Gesellschaft. 1993 bis 1994 absolvierte sie Praktika bei verschiedenen Ämtern des Kantons Solothurn (Obergericht, Zivilgericht, Justizdepartement, Staatsschreiberei). 1995 erwarb sie das Patent als Anwältin und Notarin des Kantons Solothurn. Im Jahr 1996 absolvierte sie einen Forschungsaufenthalt am Schweizerischen Institut für Rechtsvergleichung in Dorigny/Lausanne. Im Jahr 1999 absolvierte sie einen Forschungsaufenthalt am Max-Planck-Institut für ausländisches und internationales Privatrecht in Hamburg. Im Jahr 2003 habilitierte sie sich an der Universität Bern mit der venia docendi für Zivilprozess- und Vollstreckungsrecht. 2010 wurde sie Visiting Researcher an der Tufts University, Medford bei Boston. Im Jahr 2020 wurde sie zur Titularprofessorin an der Universität Bern ernannt.

## Privates
Kofmel Ehrenzeller ist verheiratet mit Bernhard Ehrenzeller und hat einen Sohn und eine Tochter. Sie lebt in St. Gallen.

## Forschung
Ihre Forschungsschwerpunkte sind Grundfragen des Zivilprozessrechts, vergleichendes Prozessrecht, Menschenrechte und familienrechtliche Verfahren.